# Togdheer
Togdheer ou Togdēr é uma região da Somália, sua capital é a cidade de Burco. Atualmente faz parte da República da Somalilândia, auto-proclamada independente, porém, não reconhecida internacionalmente.

## Distritos
Togdheer está dividida em seis distritos:
- Burao
- Oodwayne
- Buhodle
- Duruqsi
- Hasan Gele
- Qoryale